# San García de Ingelmos
San García de Ingelmos – gmina w Hiszpanii, w prowincji Ávila, w Kastylii i León, o powierzchni 38,08 km². W 2011 roku gmina liczyła 102 mieszkańców.